# Брайтенворбис
Брайтенворбис (нем. Breitenworbis) — община в Германии, в земле Тюрингия. 
Входит в состав района Айхсфельд. Подчиняется управлению Айксфельд-Випперауэ.  Население составляет 3502 человека (на 31 декабря 2010 года). Занимает площадь 13,86 км².